# Campionati di pugilato dilettanti dell'Unione europea 2004
I Campionati di pugilato dilettanti dell'Unione europea maschili 2004 si sono tenuti a Madrid, Spagna, dal 20 al 27 giugno 2004. È stata la 2ª edizione della competizione annuale organizzata dall'EABA.

## Risultati
| Categoria                   | Oro                        | Argento                    | Bronzo                                                 |
| --------------------------- | -------------------------- | -------------------------- | ------------------------------------------------------ |
| Pesi minimosca (kg 48)      | Salim Salimov Bulgaria     | Lukasz Maszczyk Polonia    | Vladislavas Sokolovas Lettonia Redouane Asloum Francia |
| Pesi mosca (kg 51)          | Alfonso Pinto Italia       | Jérôme Thomas Francia      | Rudolf Dydi Slovacchia Alexander Vladimirov Bulgaria   |
| Pesi gallo (kg 54)          | Detelin Dalakliev Bulgaria | Zsolt Bedak Ungheria       | Ali Hallab Francia Bogdan Dobrescu Romania             |
| Pesi piuma (kg 57)          | Alexey Shaydulin Bulgaria  | Viorel Simion Romania      | Krzysztof Szot Polonia Khedafi Djelkhir Francia        |
| Pesi leggeri (kg 60)        | Domenico Valentino Italia  | Selçuk Aydin Turchia       | Marios Kaperonis Grecia David Mulholland Inghilterra   |
| Pesi superleggeri (kg 64)   | Boris Georgiev Bulgaria    | Jose Guttierez Spagna      | Abdulkadir Kuroglu Turchia Tibor Dudas Ungheria        |
| Pesi welter (kg 69)         | Bülent Ulusoy Turchia      | Vilmos Balogh Ungheria     | Neil Perkins Inghilterra Stefan Dragomir Romania       |
| Pesi medi (kg 75)           | Marian Simion Romania      | Andy Lee Irlanda           | Robert Gniot Polonia Georgios Gazis Grecia             |
| Pesi mediomassimi (kg 81)   | Tarhan Yildirim Turchia    | Aleksy Kuziemski Polonia   | Constantin Bejenaru Romania Tony Jeffries Inghilterra  |
| Pesi massimi (kg 91)        | Kubrat Pulev Bulgaria      | Vitaljus Subacius Lituania | Sergio Castano Spagna Dieter Roth Germania             |
| Pesi supermassimi (kg 91 +) | Roberto Cammarelle Italia  | Mariusz Wach Polonia       | Mohamed Samoudi Francia Sergey Roznov Bulgaria         |

## Medagliere
| Posizione | Paese       | Oro | Argento | Bronzo | Totale |
| --------- | ----------- | --- | ------- | ------ | ------ |
| 1         | Bulgaria    | 5   | 0       | 2      | 7      |
| 2         | Italia      | 3   | 0       | 0      | 3      |
| 3         | Turchia     | 2   | 1       | 1      | 4      |
| 4         | Romania     | 1   | 1       | 3      | 5      |
| 5         | Polonia     | 0   | 3       | 2      | 5      |
| 6         | Ungheria    | 0   | 2       | 1      | 3      |
| 7         | Francia     | 0   | 1       | 4      | 5      |
| 8         | Spagna      | 0   | 1       | 1      | 2      |
| 9         | Irlanda     | 0   | 1       | 0      | 1      |
| 9         | Lituania    | 0   | 1       | 0      | 1      |
| 11        | Inghilterra | 0   | 0       | 3      | 3      |
| 12        | Grecia      | 0   | 0       | 2      | 2      |
| 13        | Germania    | 0   | 0       | 1      | 1      |
| 13        | Lettonia    | 0   | 0       | 1      | 1      |
| 13        | Slovacchia  | 0   | 0       | 1      | 1      |
|           | Totale      | 11  | 11      | 22     | 44     |